# Stanisław Niebrój
Stanisław Karol Niebrój (ur. 25 stycznia 1901 w Lutyni Polskiej – zm. 24 grudnia 1951 w Katowicach) – lekarz specjalista medycyny pracy, prawnik, pionier medycyny pracy i medycyny społecznej na Górnym Śląsku.

## Życiorys
Studia medyczne na Uniwersytecie Jagiellońskim (UJ) ukończył w 1926 roku uzyskując tytuł doktora wszech nauk lekarskich. W 1936 roku, również na UJ, kończył prawo otrzymując dyplom magistra praw. Od 1926 roku pracował jako lekarz Spółek Brackich (w Katowicach, Rudzie Śląskiej, Rydułtowach i Królewskiej Hucie. Następnie przeniósł się na Śląsk Cieszyński. Podczas okupacji, w czasie akcji skierowanej przeciwko polskiej inteligencji (Akcja AB) został aresztowany i otrzymał nakaz wysiedlenia do Generalnego Gubernatorstwa. Wobec braku lekarzy na Zaolziu i biegłej znajomości przez Niebroja języków: niemieckiego, czeskiego i polskiego, pozwolono mu jednak dalej praktykować na Zaolziu. Od 1947 roku pracował w Instytucie Naukowo-Badawczym Przemysłu Węglowego w Katowicach, gdzie pełnił najpierw funkcję kierownika Działu Medycyny Pracy, następnie Kierownika Oddziału Inspekcji Ochrony i Higieny Pracy. Był autorem ok. 30 artykułów naukowych i pozycji książkowej (pt. Rażenia elektryczne, Katowice 1951).